# Golling an der Salzach
Golling egy a Salzach folyó partján épült ausztriai mezőváros. A 4273 lakosú település Salzburg szövetségi tartomány Halleini járásban található.

## Fekvése
A település a Salzach völgyében épült, Tennengau nyugati részén. A közvetlenül Hagengebirge és Tennengebirge hegyei
előtt fekvő völgykatlan időjárása igen csapadékos.
Salzburgtól 25 kilométerre délre fekszik. Megközelíthető az A10-es autópályán, illetve Salzburg-Tirol vasútvonalon.
A település részei:
- Golling (1949 fő, 2015. január 1-jén[2])
- Obergäu (1288)
- Torren (984)

## Története
A város neve szláv eredetű (Golica – "Füves hegy"). Egy 1241-es érseki oklevélben említik először "Golingen" néven. 1284 óta, mint mezőváros szerepel az iratokban.
A környék már az ókorban is lakott volt. A rómaiak őrhelyet építettek ide, az erre haladó út védelmére. A korábbi erődítések helyén a 13. század első felében épült fel a gollingi vár, mely évszázadokon keresztül az egyház tulajdonában állt. Jelentős hadászati és közigazgatási központ volt a középkorban. A 16. századi parasztfelkelések idején, a várat felgyújtották, később egy árvíz is jelentősen megrongálta. A 17. és 18. században folyamatosan helyreállították és modernizálták. A napóleoni háborúk idején a Bajor Királyság része lett, majd 1816-ban a Habsburg fennhatóság alá került. A  20. századra hadászati szerepét elvesztette, de még sokáig közigazgatási központ maradt. 1971 óta múzeum és rendezvényközpont működik az épületben.

## Látnivalók
- Az összesen 76 méter magas, több lépcső gollingi vízesés 3 kilométerre található a központtól. A kedvelt látványosság 10 perces séta után tekinthető meg.
- Szintén nagyon látványos a Salzach áttörés (Salzachöfen). A folyó 80 méter mély szakadékot vájt a sziklákba, a Tennen- és Haegengebirge hegységek közé.
- A Gollingi Vármúzeum helytörténeti, természetrajzi és néprajzi kiállításokkal várja az érdeklődőket.
- A Tannhauser Bauernmuseum régi parasztgazdaságok életét mutatja be.
- A 2008-ban átadott Aqua Salza fürdő nyitott és fedett medencéket, szaunát és wellness szolgáltatásokat kínál.

## Külső hivatkozások
- A város honlapja
- A helyi turisztikai iroda információs honlapja
- A Vármúzeum honlapja
- A vár honlapja
- A fürdő honlapja